# Ragtime Snap Shots
Ragtime Snap Shots  è un cortometraggio muto del 1915 diretto da Hal Roach e interpretato da Harold Lloyd.

## Produzione
Il film fu prodotto da Hal Roach per la Rolin Films (come Phunphilms). Venne girato dal 23 settembre al 1º ottobre 1915.

## Distribuzione
Distribuito dalla Pathé Exchange, il film - un cortometraggio in una bobina - uscì nelle sale cinematografiche USA il 1º dicembre 1915.